# Holliday (Missouri)
Pour les articles homonymes, voir Holliday.
Holliday est un village du comté de Monroe, dans le Missouri, aux États-Unis,. Situé au centre-ouest du comté, il est incorporé en 1890.

## Démographie
Lors du recensement de 2010, le village comptait une population de 137 habitants. Elle est estimée, en 2016, à 133 habitants.

### Source de la traduction
- (en) Cet article est partiellement ou en totalité issu de l’article de Wikipédia en anglais intitulé « Holliday, Missouri » (voir la liste des auteurs).